# Communauté de communes du Bassin Ludois
La communauté de communes du Bassin Ludois est une ancienne communauté de communes française, située dans le département de la Sarthe et la région Pays de la Loire.

## Histoire
La communauté de communes est créée par arrêté préfectoral le 16 août 1993.
Elle fusionne au 1er janvier 2017 avec les communautés de communes Aune et Loir et du canton de Pontvallain pour former la communauté de communes Sud Sarthe.

## Composition
La communauté regroupait huit communes :
1. La Bruère-sur-Loir
2. La Chapelle-aux-Choux
3. Chenu
4. Dissé-sous-le-Lude
5. Luché-Pringé
6. Le Lude
7. Saint-Germain-d'Arcé
8. Savigné-sous-le-Lude

## Administration
| Période                                  | Période       | Identité              | Étiquette | Qualité                       |
| ---------------------------------------- | ------------- | --------------------- | --------- | ----------------------------- |
| 1993                                     | janvier 1999  | Rémi Neau             |           | Maire du Lude                 |
| janvier 1999                             | avril 2012    | Raymond Brossard      |           | Maire de Luché-Pringé         |
| juillet 2012                             | avril 2014    | Marc Lesschaeve       |           | Maire adjoint de Luché-Pringé |
| avril 2014                               | décembre 2016 | Louis-Jean de Nicolaÿ | UMP       | Maire du Lude                 |
| Les données manquantes sont à compléter. |               |                       |           |                               |